# Priapos
Priapos (en llatí Priapus, en grec antic Πρίαπος) era una ciutat d'Eòlia, a Mísia, a la part de la Propòntida, prop de la muntanya Pytius.
Se suposa que era una colònia de Milet però alguns diuen que era una colònia de Cízic. El seu nom derivaria de l'adoració al déu Príap. Tenia un bon port i al seu territori es produïa un bon vi. En parlen Estrabó, Tucídides, Pomponi Mela i Esteve de Bizanci.
Les seves ruïnes es troben prop de Karabiga, al districte de Biga, província de Çanakkale (Turquia).